# The Sorrowful Example
The Sorrowful Example è un cortometraggio muto del 1911 diretto da D.W. Griffith.

## Trama
Un uomo lascia la moglie per una ragazza italiana che ignora che lui sia già sposato. La moglie, alla quale l'uomo ha rubato i poveri risparmi che lei metteva da parte per il futuro del loro bambino, si mette sulle loro tracce per recuperare il denaro. Ma, nell'inseguirli, cade da un dirupo restando mortalmente ferita. La donna riesce a ritornare vicino al suo bambino dove muore. Il marito, vedendo una scia di sangue, la segue, trovando il cadavere della moglie riversa sulla culla del figlio. Quando la ragazza italiana scopre la verità, respinge l'uomo che le ha rivelato l'orribile verità.

## Produzione
Il film fu prodotto dalla Biograph Company.

## Distribuzione
Distribuito dalla General Film Company, il film - un cortometraggio di una bobina - uscì nelle sale cinematografiche statunitensi il 14 agosto 1911.